# Santiago de la Vorágine
Santiago de la Vorágine es el nombre españolizado del beato Jacopo da Varazze o Jacopo della Voragine, en latín Jacobus de Voragine (Varazze, 1230-Génova, 1298), un dominico y escritor italiano, obispo de Génova entre 1292 y 1298 y autor de La leyenda dorada, una recopilación de hagiografías que influyó enormemente en la iconografía pictórica y escultórica. También escribió una crónica histórica de la ciudad de Génova.

## Biografía
En 1244, tomó los hábitos de la Orden de los Predicadores, fundada por Domingo de Guzmán. Tras pasar por las etapas habituales de novicio y profeso, enseñó Escritura y Teología a partir de 1252 en las casas de su orden y obtuvo un cierto éxito como predicador en los más altos púlpitos del norte de Italia.
Fue elegido provincial de Lombardía en 1267, conservando este cargo hasta 1286, en que se convirtió en definidor de la provincia lombarda de los dominicos. Era representante de su provincia en los capítulos de Lucca (1288) y Ferrara (1290), cuando el papa Nicolás IV le encargó que solicitara la destitución de Munio de Zamora, maestre de la Orden de los Predicadores desde 1285, que sería, en consecuencia, destituido por una bula pontificia fechada el 12 de abril de 1291.
A la muerte del arzobispo de Génova Carlos Bernard en 1286, es propuesto como su sucesor, pero se niega a aceptar el cargo y queda en su lugar Obizzo Fieschi, Patriarca de Antioquía, quien fue transferido a la sede de la archidiócesis de Génova por Nicolás IV, en 1288.
En 1288, la ciudad de Génova envió a Santiago de la Vorágine ante el papa para pedir la liberación de los genoveses de la excomunión a que se les había condenado por apoyar a los sicilianos contra el rey Carlos II de Sicilia.
Al morir el arzobispo Obizzo Fieschi, es elegido arzobispo por segunda vez y acepta la dignidad. En 1292, Nicolás IV lo llamó a Roma para consagrarlo, pero, al llegar, se encontraba gravemente enfermo y falleció sin haberlo consagrado, por lo que fueron los cardenales del cónclave sucesorio los que realizaron el acto.
En su cargo, Santiago de la Vorágine multiplicó sus esfuerzos por reconciliar a güelfos y gibelinos, lo que consiguió en enero de 1295. También participó, como enviado del papa, en las intermediaciones del conflicto que opuso Génova a Venecia. Poco antes de su muerte, ordenó que el dinero destinado a sus funerales fuera repartido entre los pobres.

## Obras

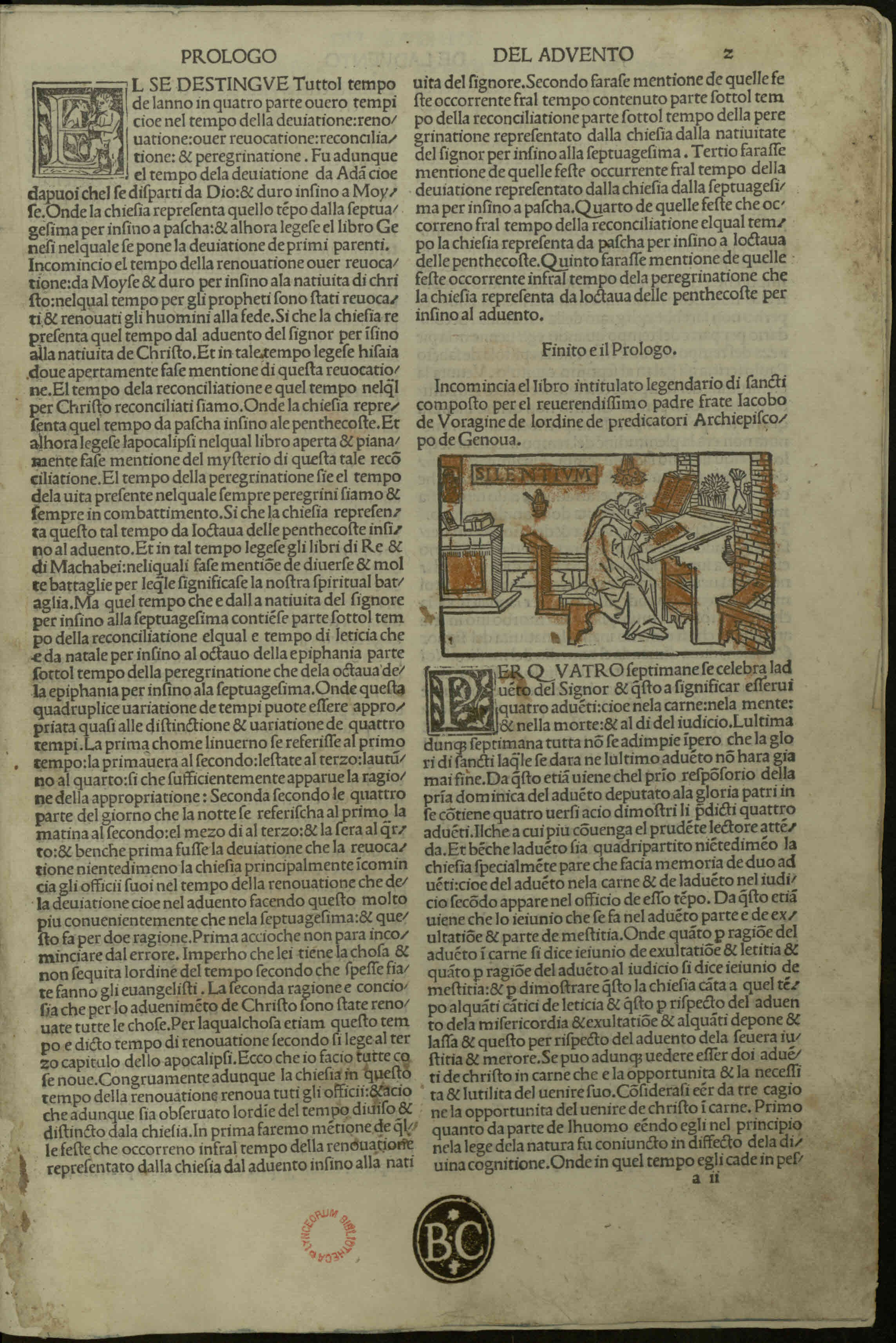
Legenda aurea.

Santiago de la Vorágine comenzó a escribir la Legenda aurea o Leyenda dorada en 1250 (el primer manuscrito aparecido es de 1260) y se dedicó a esta tarea hasta 1280.
En algunas de sus primeras ediciones, la Legenda aurea se titulaba Lombardica Historia, originando la falsa idea de que se trataba de trabajos distintos, debido a que de la Voragine dedica el segundo y último capítulo de su obra a la vida del papa Pelagio, incluyendo un resumen de la historia de los lombardos hasta 1250.
La obra está compuesta por 177 capítulos (182, según algunos estudiosos). Está dividida en cinco apartados de acuerdo con el año litúrgico: de Adviento a Navidad, de Navidad a Septuagésima, de Septuagésima a Pascua, de Pascua a la Octava de Pentecostés, y de la Octava de Pentecostés de nuevo al Adviento.
La Legenda aurea fue creada con la intención de propiciar la religiosidad popular y cumplió su propósito, pero a costa de la verosimilitud y la fidelidad histórica, como denunciaron los humanistas Juan Luis Vives y Melchor Cano. Aunque, sin duda, hay que tener en cuenta que el sentido medieval de la historia era distinto que el de la Edad Moderna. De muchas historias no hay fuente comprobada (aunque se esfuerza por citar muchas veces autores en los que supuestamente se basa) ni existe sentido crítico alguno sobre los hechos, acumulados de forma heterogénea y sin discernimiento, de forma que incluso es posible encontrar alusiones a hechos de la vida de Buda en la historia de Barlaam y Josafat.[cita requerida] En algunas de sus historias toma datos de textos apócrifos.
El prestigio de la obra fue, sin embargo, inmenso entre los artistas, que utilizaron sus narraciones para pintar y esculpir escenas devotas a lo largo de la Edad Media, el Renacimiento y el Barroco.
Además de la Leyenda dorada, De la Vorágine escribió varias series de sermones Sobre los santos, Sobre la bienaventurada Virgen, etc., también conocidos como "Dorados" a causa de su popularidad. Su Crónica de Génova es un texto confuso y heterogéneo, pero no sin valor histórico. También realizó la primera traducción de la Biblia al italiano, y hay razones para suponer que escribió el Juego del ajedrez que, al igual que la Leyenda dorada, es mejor conocido en inglés bajo el nombre de Caxton. Hay otros escritos suyos disputados, e incluso perdidos; algunos han sido posteriormente descubiertos y reconocidos como suyos, como Arte de predicar, Resumen de vicios y virtudes, Sermones in visitationibus religiosorum, etc.

## Culto
El culto de Santiago de la Vorágine parece haber comenzado poco después de su muerte en el año de 1298 y fue ratificado por el papa Pío VII en 1816. El mismo papa permitió al clero de Génova, Savona y a la totalidad de la Orden de Santo Domingo, celebrar su fiesta como la de un santo.